# Steve Corica
Stephen Christopher Corica, detto Steve (Innisfail, 24 marzo 1973), è un allenatore di calcio ed ex calciatore australiano, di ruolo centrocampista, tecnico dell'Auckland FC.
Ha cominciato a giocare nel campionato semi-professionistico australiano (la NSL) nel 1990 con il Marconi Stallions.
Nel 1995 è andato in Inghilterra dove ha giocato con il Wolverhampton, il Leicester City e il Walsall.

## Carriera

### Giocatore
Inizia a giocare con il club Marconi Stallions per poi trasferirsi in Inghilterra in diverse squadre, ed infine chiudere la sua carriera da giocatore al Sydney FC.

### Allenatore
Il 16 maggio 2018 viene assunto come allenatore del Sydney FC dopo essere stato allenatore in seconda e vice. Nella stagione 2018-19 vince il campionato.

## Palmarès

### Giocatore

#### Club

##### Competizioni nazionali
- National Soccer League: 1

Marconi-Fairfield: 1992-1993
- Campionato australiano: 2

Sydney FC: 2005-2006, 2009-2010
- Premier's Plate: 1

Sydney FC: 2009-2010

##### Competizioni internazionali
- OFC Champions League: 1

Sydney FC: 2005

#### Nazionale
- Coppa d'Oceania: 1

2000

#### Individuale
- NSL Papasavas Medal (Under-21): 1

1992-1993

### Allenatore
- Campionato australiano: 2

Sydney FC: 2018-2019, 2019-2020
- Premier's Plate: 2

Sydney FC: 2019-2020
Auckland FC: 2024-2025
- Australia Cup: 1

Sydney FC: 2023